# 共同連
共同連（きょうどうれん）とは日本のNPO法人である。障害者と健常者が共同で働く共同作業所の全国連絡会である。旧名称は「差別とたたかう共同体全国連合」。機関紙は『共同連 れざみ』（年8回刊）。

## 概要
1970年代以降、全国各地で障害者と健常者が共に働く事業所が立ち上がっていった。それらの事業所の運動を全国展開するために1984年10月「差別とたたかう共同体全国連合」（略称　共同連）が愛知県に誕生した。もともと愛知県では共同事業所の設立の動きが他都市に比べると特に盛んであった。
各地の社会的協同組合の運動に共感し、2009年第26回共同連全国大会で、障害者などの労働市場から排除されている人たちの連帯で「社会的事業所」を作ることを会の方針にすることを確認した。現在は社会的事業所の法制化を日本労働者協同組合連合会やDARCと共同で目指している。

## 参考書籍
- 立岩真也『希望について』（青土社、2006年）
- 障害学研究会中部部会 編『愛知の障害者運動――実践者たちが語る』（現代書館、2015年）

## 交流のある団体
- きょうされん
- DPI日本会議
- 全国手をつなぐ育成会連合会